# 서울엔 우리집이 없다
《서울엔 우리집이 없다》는 대한민국의 JTBC에 방송되었던 예능 텔레비전 프로그램이다.

## 기획 의도
- 잊고 있었던 집의 본질을 되새겨 보고 각자의 마음속에 간직한 드림 하우스를 찾아 떠나는 프로그램이다.

## 방송 일정
| 방송 채널 | 방송 기간                          | 방송 시간                            | 비고 |
| --------- | ---------------------------------- | ------------------------------------ | ---- |
| JTBC      | 2020년 10월 14일 ~ 2020년 12월 2일 | 매주 수요일 밤 11시 ~ 1시 10분       |      |
| JTBC      | 2020년 12월 9일 ~ 2021년 4월 21일  | 매주 수요일 밤 10시 30분 ~ 12시 40분 |      |

## 출연진
- 이수근
- 송은이
- 정상훈
- 성시경
- 박하선

## 에피소드 목록

### 2020년
본 프로그램은 질병관리청 방역 지침에 따라, 코로나19 범유행과 관련해 출연진, 스태프 관계자들의 개인 위생수칙을 준수합니다.
| 회차 | 방송일    | 홈투어 지역                         | 출연진             | 소유자 및 인물       | 비고                                 |
| ---- | --------- | ----------------------------------- | ------------------ | -------------------- | ------------------------------------ |
| 1회  | 10월 14일 | 경기도 가평군                       | 성시경 & 김동완    | 나윤선 & 인재진 부부 |                                      |
| 1회  | 10월 14일 | 세종특별자치시                      | 송은이 & 정상훈    |                      |                                      |
| 1회  | 10월 14일 | 강원도 강릉시                       | 이수근 & 박하선    |                      |                                      |
| 2회  | 10월 21일 | 강원도 횡성군                       | 성시경 & 박하선    |                      |                                      |
| 2회  | 10월 21일 | 부산광역시                          | 송은이 & 정상훈    |                      |                                      |
| 2회  | 10월 21일 | 전라남도 여수시                     | 이수근 & 강남      |                      |                                      |
| 3회  | 10월 28일 | 전라남도 여수시                     | 이수근 & 강남      |                      |                                      |
| 3회  | 10월 28일 | 경기도 파주시                       | 성시경 & 박하선    |                      |                                      |
| 3회  | 10월 28일 | 부산광역시                          | 송은이 & 정상훈    |                      |                                      |
| 4회  | 11월 11일 | 경기도 김포시                       | 이수근 & 송민호    |                      |                                      |
| 4회  | 11월 11일 | 경기도 양평군                       | 송은이 & 정상훈    | 권유진 영화의상가    |                                      |
| 4회  | 11월 11일 | 경기도 여주시                       | 성시경 & 박하선    |                      |                                      |
| 5회  | 11월 18일 | 경기도 가평군                       | 송은이 & 정상훈    |                      |                                      |
| 5회  | 11월 18일 | 강원도 홍천군                       | 이수근 & 송민호    |                      |                                      |
| 5회  | 11월 18일 | 경기도 여주시                       | 성시경 & 박하선    |                      |                                      |
| 6회  | 11월 25일 | 경기도 광주시                       | 성시경 & 박하선    |                      |                                      |
| 6회  | 11월 25일 | 전라남도 장성군                     | 이수근 & 샘 해밍턴 |                      |                                      |
| 6회  | 11월 25일 | 강원도 속초시                       | 송은이 & 정상훈    |                      |                                      |
| 7회  | 12월 2일  | 전라남도 장성군                     | 이수근 & 샘 해밍턴 |                      |                                      |
| 7회  | 12월 2일  | 대구광역시                          | 성시경 & 박하선    |                      |                                      |
| 7회  | 12월 2일  | 강원도 강릉시                       | 송은이 & 정상훈    |                      | 참조 보관됨 2021-01-23 - 웨이백 머신 |
| 8회  | 12월 9일  | 대구광역시                          | 성시경 & 박하선    |                      |                                      |
| 8회  | 12월 9일  | 전라남도 완도군                     | 이수근 & 샘 해밍턴 |                      |                                      |
| 8회  | 12월 9일  | 시청자 뽑은 코로나 시대 탐나는 공간 |                    |                      |                                      |
| 9회  | 12월 16일 | 경기도 용인시                       | 성시경 & 박하선    |                      |                                      |
| 9회  | 12월 16일 | 충청북도 충주시                     | 송은이 & 정상훈    |                      |                                      |
| 10회 | 12월 23일 | 경기도 의정부시                     | 이혜성 & 이수근    |                      |                                      |
| 10회 | 12월 23일 | 충청남도 아산시                     | 송은이 & 정상훈    |                      |                                      |

## 시청률
최저 시청률과 최고 시청률은 시청률 조사회사와 지역별로 시청률에 차이가 있을 수 있습니다.

### 2020년
| 회차 | 방송일    | AGB 시청률     |
| 회차 | 방송일    | 대한민국(전국) |
| ---- | --------- | -------------- |
| 1    | 10월 14일 | 1.8%           |
| 2    | 10월 21일 | 1.2%           |
| 3    | 10월 28일 | 1.4%           |
| 4    | 11월 11일 | 1.2%           |
| 5    | 11월 18일 | 1.3%           |
| 6    | 11월 25일 | 1.3%           |
| 7    | 12월 2일  | 1.4%           |
| 8    | 12월 9일  | 2.4%           |
| 9    | 12월 16일 | 2.2%           |
| 10   | 12월 23일 | 1.6%           |

### 2021년
| 회차 | 방송일   | AGB 시청률     |
| 회차 | 방송일   | 대한민국(전국) |
| ---- | -------- | -------------- |
| 11   | 1월 6일  | 2.0%           |
| 12   | 1월 13일 | 2.3%           |
| 13   | 1월 20일 | 2.2%           |
| 14   | 1월 27일 | 2.2%           |
| 15   | 2월 3일  | 1.6%           |
| 16   | 2월 10일 | 2.1%           |
| 17   | 2월 17일 | 2.6%           |
| 18   | 2월 24일 | 2.3%           |
| 19   | 3월 3일  | 1.9%           |
| 20   | 3월 10일 | 1.9%           |
| 21   | 3월 17일 | 1.5%           |
| 22   | 3월 24일 | 2.1%           |
| 23   | 3월 31일 | 1.8%           |
| 24   | 4월 14일 | 1.7%           |
| 25   | 4월 21일 | 1.4%           |

## 결방 사유 및 편성 변경

### 2020년
- 11월 4일 : 뉴스특보 2020 미국의 선택 편성으로 인한 결방.
- 12월 30일 : JTBC대기획 <백두> 편성으로 인한 결방.

### 2021년
- 4월 7일 : 2021 재보궐 선거 편성으로 인한 결방.

## 동일 소재 프로그램
- 건축탐구 - 집 (EBS)
- 좋은 아침 하우스 (SBS)
- 구해줘! 홈즈 (MBC)
- 홈데렐라 (TV조선, 라이프타임, SBS F!L 공동 편성)
- 와타나베의 건물탐방 (일본)
- 집 나와라 뚝딱(영어판) (미국)

## 같이 보기
- 시골
- 도시